# Opisthacantha punctaticeps
Opisthacantha punctaticeps är en stekelart som först beskrevs av Jean-Jacques Kieffer 1917.  Opisthacantha punctaticeps ingår i släktet Opisthacantha och familjen Scelionidae. Inga underarter finns listade i Catalogue of Life.